# نیو میلز
latitudeنیو میلزlongitudeنیو میلز
نیو میلز (به انگلیسی: New Mills) یک منطقهٔ مسکونی در انگلستان است که در میدلند شرقی واقع شده‌است.

## خصوصیات
نیو میلز ۹٬۶۲۵ نفر جمعیت دارد.